# Nigeria Airways
Nigeria Airways Ltd., comúnmente conocida como Nigeria Airways, fue una aerolínea nigeriana, fundada en 1958 después de la disolución de West African Airways Corporation. Era propiedad total del Gobierno de Nigeria y se desempeñó como compañía aérea nacional hasta que dejó de operar en 2003. En el momento de la disolución, la sede central de la compañía estaban en Airways House, ubicada en Abuya. Su base de operaciones estaba en el Aeropuerto Internacional Murtala Muhammed.
La aerolínea fue gestionada por una serie de empresas extranjeras, entre ellas British Airways, KLM y South African Airways. Tuvo su apogeo en la década de 1980, justo después de un período de gestión de dos años del equipo de KLM; en ese momento su flota estaba compuesta por cerca de 30 aeronaves. Plagado por la mala gestión, la corrupción y el exceso de personal, al momento del cierre tenía deudas por más de 60 millones de dólares, un deficiente historial de seguridad, y su flota operativa que comprendía una sola aeronave volando rutas nacionales, así como dos aeronaves arrendadas operando en la red internacional. Fue sucedida por Virgin Nigeria.

## Flota

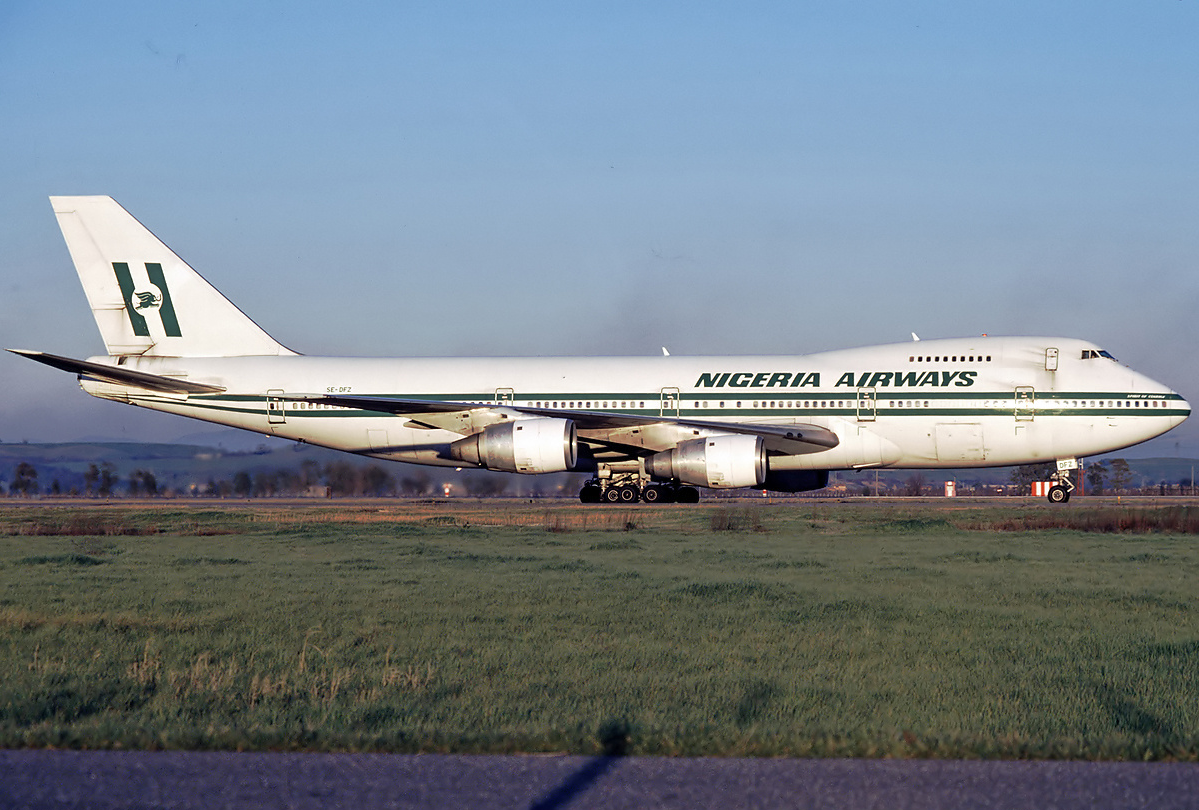
Un Boeing 747-200BM de Nigeria Airways en el aeropuerto de Roma-Fiumicino en 1988. Este avión fue alquilado a Scandinavian Airlines.

La aerolínea operó las siguientes aeronaves a lo largo de su historia:
| - Airbus A300B4 - Airbus A310-200 - Aztec - BAC One-Eleven 400 - Boeing 377 Stratocruiser - Boeing 707-120 - Boeing 707-120B - Boeing 707-320 - Boeing 707-320B - Boeing 707-320C - Boeing 707-420 - Boeing 727-100 - Boeing 727-200 - Boeing 737-200 - Boeing 737-200C - Boeing 737-400 - Boeing 747-100 - Boeing 747-200 - Boeing 747-200B - Boeing 747-200 Combi - Boeing 747-200F - Boeing 747-300 | - Boeing 767-200ER - Boeing 767-300ER - Britannia 100 - Comet: 172 - Douglas C-47A - Douglas DC-3 - Douglas DC-8-30 - Douglas DC-8-50 - Douglas DC-8-60 - Dove - Fokker F27-200 - Fokker F27-400 - Fokker F27-600 - Fokker F-28-1000 - Fokker F-28-2000 - Fokker F-28-4000 - Heron - McDonnell Douglas DC-10-10 - McDonnell Douglas DC-10-30 - Vickers VC-10 - Vickers Viscount 810 |

## Accidentes e incidentes
- El 13 de noviembre de 1995, el vuelo 357 de Nigeria Airways, un Boeing 737-2F9, rebasó la pista en el Aeropuerto de Kaduna debido a una aproximación inestable y errores del piloto, lo que provocó un incendio tras  que destruyó la aeronave y causó 11 víctimas fatales. Todos los miembros de la tripulación sobrevivieron.